# Улица Маргелова (Москва)
У́лица Марге́лова (до 24 сентября 2013 года — проекти́руемый прое́зд № 6367) — улица в Северном административном округе города Москвы на территории Хорошёвского района.

## История
Проложена на месте железнодорожной ветки, повторив её форму полукольца. До присвоения имени называлась проектируемый проезд № 6367. Улица получила современное название 24 сентября 2013 года в честь советского военачальника, командующего Воздушно-десантными войсками СССР, Героя Советского Союза, лауреата Государственной премии СССР генерала армии В. Ф. Маргелова (1908—1990), 27 декабря 2013 года была открыта аннотационная доска.

## Расположение
Улица Маргелова, являясь продолжением 2-го Хорошёвского проезда, проходит от Хорошёвского шоссе на северо-восток, с северо-запада к ней примыкает улица Полины Осипенко, улица Маргелова поворачивает на север, с северо-востока к ней примыкает безымянный проезд, соединяющий её с улицей Поликарпова и 1-м Боткинским проездом, улица Маргелова поворачивает на запад и затем на северо-запад и проходит до улицы Авиаконструктора Сухого и улицы Гризодубовой. По улице Маргелова не числится домовладений. Между улицами Маргелова и Полины Осипенко выстроен жилой квартал Министерства обороны.

## Транспорт

### Автобус
- 101: от улицы Авиаконструктора Сухого до безымянного проезда и обратно.
- 175: от Хорошёвского шоссе до безымянного проезда.
- 207: от безымянного проезда до улицы Авиаконструктора Сухого.
- 847: от Хорошёвского шоссе до безымянного проезда.

### Метро
- Станция метро «Беговая» Таганско-Краснопресненской линии — юго-восточнее улицы, на Хорошёвском шоссе у развязки с Третьим транспортным кольцом, Беговой улицей, улицей 1905 Года, улицей Поликарпова, улицей Розанова.
- Станция метро ЦСКА Большой кольцевой линии — севернее улицы, между улицей Авиаконструктора Микояна и Ходынским бульваром.